# Égypte/Monde arabe
Vous pouvez aider à l'améliorer ou bien discuter des problèmes sur sa page de discussion.
- Il ne cite pas suffisamment ses sources. Vous pouvez indiquer les passages à sourcer avec {{référence nécessaire}} ou {{Référence souhaitée}}, et inclure les références utiles en les liant aux notes de bas de page. (Marqué depuis août 2024)
- Certaines informations devraient être mieux reliées aux sources mentionnées dans la bibliographie ou les liens externes. Améliorez sa vérifiabilité en les associant par des références. (Marqué depuis août 2024)

- Archive Wikiwix
- Bing
- Cairn
- DuckDuckGo
- E. Universalis
- Gallica
- Google
- G. Books
- G. News
- G. Scholar
- Persée
- Qwant
- (zh) Baidu
- (ru) Yandex
- (wd) trouver des œuvres sur Wikidata

Pour les articles homonymes, voir EMA.
Égypte/Monde arabe (EMA) est une revue de sciences sociales publiée par le Centre d'études et de documentation économiques, juridiques et sociales (CEDEJ), au Caire (République arabe d'Égypte), de 1990 à nos jours. 
Chaque numéro comporte un dossier, sur l'Égypte principalement, mais aussi sur le Soudan ou tout ou partie du monde arabe ; elle comprend aussi, selon les numéros, des dossiers de presse, des documents traduits de l'arabe, des textes littéraires traduits, des chroniques politiques, économiques et culturelles de l'Égypte et du Soudan. L'intégralité des sommaires est consultable sur le site du Cedej. La revue a pris la suite de deux périodiques du Cedej publiés antérieurement, Égypte. Droit, économie, société (aussi appelé Bulletin du Cedej) et La Revue de la presse égyptienne. 
Trois séries se sont succédé :
- 1990-1998 : la revue, trimestrielle, est éditée par l'équipe du Cedej ;
- 1999-2003 : la revue est publiée en coédition avec les éditions Complexe ;
- Depuis 2005 : la revue est de nouveau éditée par le Cedej.

## Sur OpenEdition Journals
Depuis juillet 2008, l'intégralité des articles publiés dans la revue depuis 1990 est disponible en ligne sur le portail OpenEdition Journals. 
Depuis mai 2017, les derniers numéros de la revue sont accessibles sur la plateforme Cairn. 
Plus de 450 articles en ligne dans toutes les sciences humaines et sociales (science politique, anthropologie, droit, économie, géographie, sociologie, linquistique, histoire, etc.) sur l'Égypte, le Soudan et, dans une moindre mesure, le reste du monde arabe.

## Liste des dossiers thématiques publiés

### Première série (1990-1998)
- EMA, n° 1 (1990) : Modes d’urbanisation en Égypte
- EMA, n° 2 (1990) : Médiateurs et métaphores 1
- EMA, n° 3 (1990) : Médiateurs et métaphores 2
- EMA, n° 4 (1990) : Démocratie et démocratisation dans le monde arabe
- EMA, n° 5 (1991) : Des espaces qualifiés 1
- EMA, n° 6 (1991) : Des espaces qualifiés 2
- EMA, n° 7 (1991) : Perceptions de la centralité de l’Égypte 1
- EMA, n° 8 (1991) : Perceptions de la centralité de l’Égypte 2
- EMA, n° 9 (1992) : Vers une économie libérale ?
- EMA, n° 10 (1992) : Partage de l’eau dans le monde arabe
- EMA, n° 11 (1992) : À propos de la nationalité : questions sur l’identité nationale
- EMA, n° 12-13 (1992) : Une économie en transition
- EMA, n° 14 (1993) : Dits et écrits, mémoires et rites
- EMA, n° 15-16 (1993) : Les crises soudanaises des années 80
- EMA, n° 17 (1994) : Soudan 2
- EMA, n° 18-19 (1994) : L’éducation en Égypte
- EMA, n° 20 (1994) : L’Égypte en débats
- EMA, n° 21 (1995) : Économie égyptienne & perspectives de paix au Proche-Orient
- EMA, n° 22 (1995) : Géographies de l’Égypte 1
- EMA, n° 23 (1995) : Géographies de l’Égypte 2
- EMA, n° 24 (1995) : Anthropologies de l’Égypte 1
- EMA, n° 25 (1996) : Anthropologies de l’Égypte 2
- EMA, n° 26 (1996) : Mutations
- EMA, n° 27-28 (1996) : Les langues en Égypte
- EMA, n° 29 (1997) : Mélanges
- EMA, n° 30-31 (1997) : Les visions de l’Occident dans le monde arabe
- EMA, n° 32 (1997) : Mélanges
- EMA, n° 33 (1998) : Travailleurs et industrie à l’heure des réformes économiques
- EMA, n° 34 (1998) : Droits d’Égypte : histoire et sociologie

### Deuxième série (1999-2003)
- EMA n°1 (1999) : L’expédition de Bonaparte vue d’Égypte
- EMA n°2 (1999) : Le Prince et son juge
- EMA n°3 (2000) : La censure ou comment la contourner
- EMA n°4-5 (2000-2001) : L’Égypte dans le siècle, 1901-2000
- EMA n°6 (2003) : D’une intifâda l’autre. La Palestine au quotidien

### Troisième série (2005 à nos jours)
- EMA n°1 (2005) : Le shaykh et le procureur
- EMA n°2 (2005) : Les architectures constitutionnelles des régimes politiques arabes
- EMA n°3 (2006) : Terrains d’Égypte, anthropologies contemporaines
- EMA n°4 (2007) : Figures de la santé en Égypte. Passé, présent, avenir
- EMA n°5-6 (2009) : Pratiques du Patrimoine en Égypte et au Soudan
- EMA n°7 (2010) : Fabrique des élections
- EMA n°8 (2011) : Développement durable au Caire : une provocation ?
- EMA n°9 (2012) : Gouvernance locale dans le monde arabe et en Méditerranée : Quel rôle pour les femmes ?
- EMA n°10 (2013) : Les élections de la révolution (2011-2012)
- EMA n°11 (2014) : Ville et révolution en Égypte
- EMA n°12 (2015) : Évolution des systèmes médiatiques après les révoltes arabes
- EMA n°13 (2015) : Nouvelles luttes autour du genre en Égypte depuis 2011
- EMA n°14 (2016) : Le Soudan, cinq après l'indépendance du Soudan du Sud